# 巴奈·庫穗
巴奈·庫穗（1969年7月23日—）是臺灣臺南出生的臺灣原住民獨立音樂女歌手，出生時取漢名「柯美黛」，父親來自臺東都蘭。從小因家庭因素而流連漂泊回到故鄉臺東，2000年將生命前段的悲傷全放入2000年的首張專輯《泥娃娃》裡，由於過去不斷遷徙、獨立的成長背景，她的音樂反映了她對生活的漂泊感與渴望。
2010年代離開台北回到台東後，開始關注社會運動，特別是臺灣原住民族運動與環境議題，強調「沒有人是局外人」。2017年2月，為爭取臺灣原住民族傳統領域而在中華民國總統府前的凱達格蘭大道發起「凱道部落」紮營抗議，同年6月改駐紮在台北捷運台大醫院站1號出口；2024年5月，宣布於新政府上任後拔營。

## 生平

### 家庭背景
出生於台南，父親是卑南族，母親是阿美族。恢復原住民姓名前的漢名為柯美黛；父親認為學臺語才能有競爭力，因此巴奈·庫穗的母語是台語而非族語。成長期間時常遷居，念過四間不同的小學，國小四年級時父母分開，自小跟著哥哥在親戚家生活。就讀台東女中時，就已須四處唱歌養活自己。從小母親不在，父親又不擅照顧小孩，加上哥哥討厭自己哭鬧，於是巴奈·庫穗照顧自己的方式就是唱歌。高中沒唸完，巴奈·庫穗就在民歌餐廳唱歌，賺取些許生活費用。

### 演藝生涯
1990年，21歲的巴奈·庫穗被李宗盛簽進滾石唱片。由於李宗盛過於忙碌，其他製作人不懂該如何行銷操作，巴奈·庫穗第一次的三年合約並沒出版任何唱片。當時巴奈·庫穗住在台北市民生社區，有天游泳時忽然自問：「我在這裡做什麼？為何要一直抱著『出唱片』的夢想？」巴奈·庫穗與滾石唱片簽了六年合約。2000年在角頭音樂下的巴奈·庫穗發行首張個人專輯《泥娃娃》，〈流浪記〉一曲即是其中的代表作。

### 原住民身份的自我召喚
對巴奈·庫穗來說，自身身份、恢復族名是個漫長的過程。
離開滾石唱片後，26歲的巴奈·庫穗進入第一個臺灣原住民族職業舞團「原舞者」。當藝術總監在面試詢問名字時，巴奈·庫穗答「柯美黛」；藝術總監問了族名，她當下愣住——在過去的生命中從未想過「原來名字」這件事。在原舞者舞團裡，巴奈·庫穗學習原住民各族群儀式性樂舞，每年夏天隨團到國外巡演，這段時期也是她大量學習、閱讀、寫歌及認識原住民族群不同文化的時候。後來，她回到台東從事都蘭山音樂創作營，找有興趣的人寫歌，希望將寫歌經驗方法傳承。2008年，出版《停在那片蘭》。
2011年，巴奈·庫穗未婚生女，在女兒出生登記戶口時，巴奈·庫穗才將姓名從原本的外語名變回本名。2014年，和布農族歌手與文化工作者依斯坦達霍松安·那布結婚。依斯坦達霍松安·那布自1990年代開始參與原住民運動。

### 參與社會運動

##### 反核運動
2011年，由於日本發生311大地震，進一步引發福島第一核電廠事故，福島核災的事件也讓台灣社會對核能議題提昇關注，反核聲浪再起。 在2013年，臺灣反核運動的聲浪來到近年的高峰，全台北中南東於當年3月9日各地發起反核大遊行。
長期關注社會運動的巴奈·庫穗於2013年9月發起50場反核巡迴開唱，寫下〈非核家園〉一曲，表達「給孩子們，非核家園」的心願，提昇眾人反核意識。巴奈·庫穗表示原曲其實來自另外一首歌〈這兩個字〉，也就是「尊嚴」。在歌曲的背後，巴奈表達回到古部落尋根後的感嘆，更加意識到土地正義與安全的重要性。

##### 爭取原住民傳統領域

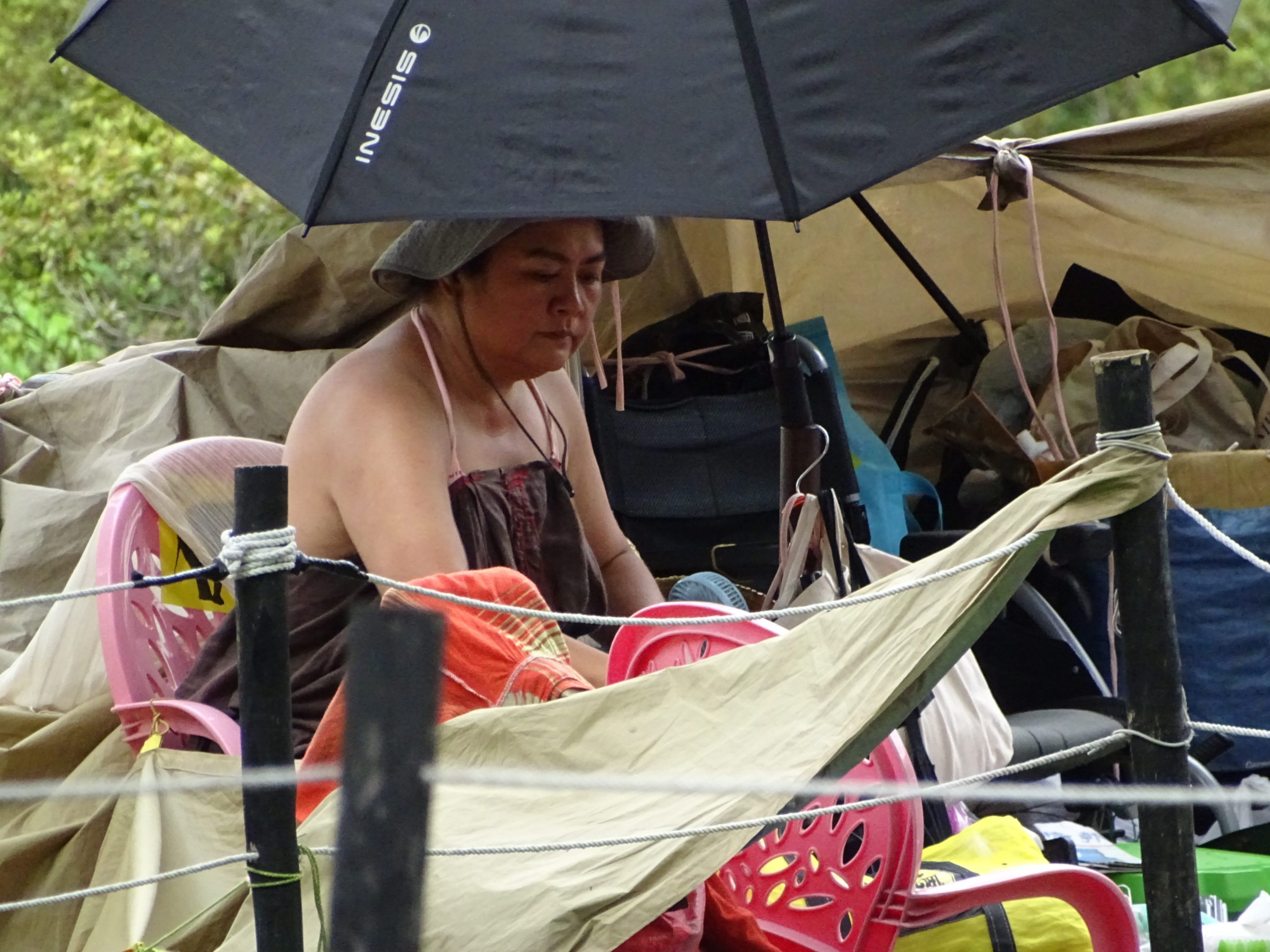
巴奈在台大醫院站1號出口靜坐表達對於土地正義的訴求

###### 2016年
- 8月1日聲援台灣原住民族「為歷史正義而走」行動[9]。同月3日更在原住民族轉型正義小教室記者會批評，日前一隊原住民22人重返原住民族傳統領域，下山時全隊卻被警察盤查、以現行犯帶到派出所[10]。

###### 2017年
2017年，巴奈與其他原住民運動人士反對原民會在《原住民族土地或部落範圍土地劃設辦法》中，排除私有土地劃入原住民族傳統領域，認為「是把漢人的私有財產制入法，掠奪原住民族傳統領域」因而集結凱道抗議，稱凱道部落，但未申請路權。
- 2月23日與馬躍·比吼等其他原住民運動人士反對原住民族委員會原住民族土地或部落範圍土地劃設辦法排除私有土地劃入原住民族傳統領域，在臺北市凱達格蘭大道臺北賓館側發動長期紮營抗議，主張原住民族傳統領域劃設範圍應納入私有土地。她說，原住民族傳統領域是指原住民族祖先以前生活的空間，蔡英文政府用原住民族土地或部落範圍土地劃設辦法合法偷走原住民族100萬公頃土地，「這個叫做有良知的政府、道歉的政府嗎」[11]。
- 2月28日批評，原住民族土地或部落範圍土地劃設辦法排除私有土地劃入原住民族傳統領域，是把漢人的私有財產制入法，掠奪原住民族傳統領域，「你可以欺騙我，但居然連祖靈一起欺騙」[12]。
- 3月3日接受公民行動影音紀錄資料庫《燦爛時光會客室》主持人管中祥專訪時說，她不後悔曾在2016年中華民國總統就職典禮獻唱，但現在她已經深感被蔡英文政府欺騙，民主進步黨「不只很聰明，還很會滿口仁義道德」，她不會被騙第二次[13]。
- 3月6日發文抨擊蔡英文政府欺騙原住民族，「面對政府的背信和失格的政策，我們都該一起反抗」[14]。
- 3月11日參加311廢核大遊行並在晚會中演唱多首歌曲，批評蔡英文政府：當政府需要包裝的時候，就把原住民請上台；當政府決定犧牲原住民的時候，連原住民開記者會的馬路都不給，「這就是蔡政府」[15]。
- 5月31日於凱道獲原住民族委員會之邀，與總統府原轉會委員一同前往部落瞭解傳統領域劃設之實際情形，並聽取當地族人的聲音，期望原住民族都能攜手推動傳領劃設作業[16]。
- 6月1日原住民族委員會再度前往凱道遞交邀請函請凱道族人一同前往霧台鄉，拜訪魯凱民族議會及霧台鄉公所，以凝聚「原住民族土地或部落範圍土地劃設辦法」之共識[17]。但6月2日，凱道族人搭設之抗議帳篷及文化藝術裝置被優勢警力在大雨中清除，清除之理由是排除占用道路妨礙交通[18]。

###### 2018年
凱道事件後，原住民團體改在捷運台大醫院1號出口，進行300多天抗議。仍因未申請路權，後遭臺北市長柯文哲拆除。
- 3月31日帳棚遭拆，巴奈批評「不懂柯文哲的轉型正義」，儘管帳棚拆了，他們還會再來[19]。

## 經歷

### 音樂、舞蹈創作
- 1990年，加入滾石唱片暨旗下子公司角頭音樂，成了眾多獨立搖滾樂手中一員。
- 1995年，加入「原舞者」，並多次參加巡迴演出。
- 2000年，出版首張個人專輯《泥娃娃》，現於各搖滾音樂場合中出現。
- 2001年，以專輯《泥娃娃》獲得中國時報2000年度十大華語專輯、中華音樂人交流協會2000年度十大優良專輯，並受邀參加台東南島文化節。而演唱會實況專輯《勇士與稻穗》亦於此年出版。以《自由門神》電影歌曲〈看黃昏〉入圍第38屆金馬獎最佳原創電影歌曲。
- 2002年，受邀參加日本福岡亞洲藝術節、太平洋音樂祭、海洋音樂祭、台東南島文化節。
- 2003年，日本版《巴奈流浪記》專輯發行。受邀參加北海道「平和音樂祭」。《勇士與稻穗》現場演唱實況DVD-Video出版。
- 2005年，台東紅葉溫泉「以聲聚來」音樂祭總策劃。
- 2008年，於電影《幫幫我愛神》中以抒情慢曲詮釋崔苔菁的名曲《愛神》及《但是又何奈》，聲名大噪。
- 2013年，舉辦「給孩子們，非核家園」巡迴演唱會，在全臺巡迴演出50場[20]。
- 2016年5月20日，於2016年中華民國總統就職典禮暨慶祝大會演唱《黃昏的故鄉》及《大武山美麗的媽媽》。
- 2017年4月，推出全新EP《凱道上的稻穗》。
- 2018年4月2日，發行EP《凱道巴奈流浪記》。
- 2020年11月23日，發行第二張個人全創作專輯《愛，不到》。
- 2021年1月22日，在Legacy 傳 音樂展演空間舉辦《1429》大型個人專場演唱會。
- 2021年5月9日，以專輯《愛，不到》獲得中華音樂人交流協會2020年度十大專輯並入圍第32屆金曲獎華語女歌手獎。
- 2021年11月6日，以專輯《愛，不到》獲得第12屆金音創作獎評審團獎殊榮。
- 2024年6月29日，以專輯《夜婆》獲得第35屆金曲獎最佳台語專輯獎，披著寫有「沒有人是局外人」的毛巾上臺發表得獎感言提醒「不要以為流行音樂跟政治是沒有關係的」，並籲請勿忘六四天安門事件三十五週年。

## 音樂作品

### 正規專輯

#### 個人時期
- 2000年 《泥娃娃》（2003年《巴奈流浪記》日本版）
- 2008年 《停在那片藍》
- 2020年 《愛，不到》
- 2023年 《夜婆》

#### 樂團時期
- 2008年  Message 樂團《Message》
- 2021年  青山在co.樂團《沒有依靠的人》

### 實況專輯
- 2001年 《勇士與稻穗》CD
- 2003年 《勇士與稻穗》DVD

### EP
- 2017年 《凱道上的稻穗》
- 2018年 《凱道巴奈流浪記》

### 單曲
- 2013年 〈給孩子們 非核家園〉（臺灣獨立音樂反核輯《不核作》）
- 2014年 〈天鵝〉（大象體操 feat. 巴奈·庫穗）
- 2018年 〈滿樹翠碧〉（《血觀音》電影主題曲）
- 2023年 〈你說你又沒有推他〉（feat.巴大雄）

## 演出作品

### 電影
- 2015年《很久沒有敬我了妳》

## 出版書籍
- 2024年《巴奈回家：凱道．二二八公園的二六四四天》ISBN 9786263961555

## 獎項列表
| 年份   | 屆次             | 專輯         | 獎項             | 結果 |
| ------ | ---------------- | ------------ | ---------------- | ---- |
| 2021年 | 第32屆金曲獎     | 《愛，不到》 | 最佳華語女歌手獎 | 提名 |
| 2021年 | 第12屆金音創作獎 | 《愛，不到》 | 評審團獎         | 獲獎 |
| 2021年 | 第12屆金音創作獎 | 《愛，不到》 | 最佳創作歌手獎   | 提名 |
| 2024年 | 第35屆金曲獎     | 《夜婆》     | 年度專輯獎       | 提名 |
| 2024年 | 第35屆金曲獎     | 《夜婆》     | 最佳台語專輯獎   | 獲獎 |
| 2024年 | 第35屆金曲獎     | 《夜婆》     | 最佳台語女歌手獎 | 提名 |

## 外部連結
- 巴奈‧庫穗在角頭音樂的個人頁面
- 巴奈在iNDIEVOX的個人頁面
- 巴奈 （页面存档备份，存于）在KKBOX的個人頁面
- 巴奈在THE WALL MUSIC的個人頁面
- 巴奈 （页面存档备份，存于）在Blow 吹音樂的新聞頁面
- 巴奈·庫穗的Facebook專頁